# شاه ولي (جفال)
شاه ولي (بالفارسية: شاه‌ولی) هي منطقة سكنية تقع في إيران في قسم جفال الريفي. يقدر عدد سكانها بـ 1,114 نسمة .